# Эбигейл (фильм, 2024)
«Э́бигейл» (англ. Abigail) — американская комедия ужасов 2024 года режиссёров Мэтта Беттинелли-Олпина и Тайлера Гиллетта по сценарию Стивена Шилдса и Гая Бусика. Сюжет основан на классическом фильме 1936 года «Дочь Дракулы». Главные роли исполнили Мелисса Баррера, Дэн Стивенс, Алиша Вейр, Кэтрин Ньютон, Ангус Клауд и Джанкарло Эспозито. Кинолента стала последней работой Клауда, скончавшегося в период съёмочного процесса, но успевшего сняться в сценах со своим участием. Фильм посвящён его памяти.
Мировая премьера киноленты состоялась 7 апреля 2024 года на кинофестивале Overlook Film Festival. В широкий прокат фильм вышел 19 апреля 2024 года.

## Сюжет
Фильм рассказывает о группе преступников, которые похищают Эбигейл, дочь могущественного человека, и должны за ней присматривать до получения выкупа, когда Эбигейл раскрывает свою истинную природу ребёнка-вампира, выслеживая и убивая их одного за другим.

## В ролях
| Актёр              | Роль    |
| ------------------ | ------- |
| Мелисса Баррера    | Джоуи   |
| Дэн Стивенс        | Фрэнк   |
| Алиша Вейр         | Эбигейл |
| Кэтрин Ньютон      | Сэмми   |
| Уильям Кэтлетт     | Риклз   |
| Кевин Дюранд       | Питер   |
| Ангус Клауд        | Дин     |
| Джанкарло Эспозито | Ламберт |
| Мэттью Гуд         | Лазар   |

## Производство
В апреле 2023 года стало известно, что компания Radio Silence Productions приступила к разработке фильма-триллера, режиссёрами которого станут Мэтт Беттинелли-Олпин и Тайлер Гиллетт. Продюсерами были назначены Чад Виллелла совместно с Уильямом Шераком, Полом Нейнштейном и Джеймс Вандербильтом из Project X Entertainment, а сценаристами — Стивен Шилдс и Гай Бусик. Фильм был заявлен как современная адаптация одного из персонажей «Монстров Universal», схожая с «Человеком-невидимкой» (2020) или «Ренфилдом» (2023), а его синопсис описывался как «уникальный подход к легендарным монстрам и новое направление в воссоздании классических персонажей». Изначально предполагалось, что данный фильм станет следующим проектом Беттинелли-Олпина и Гиллетта после «Крика» 2022 года, но в итоге дуэт решил отложить его реализацию до выхода шестой части франшизы.
Позднее появилась информация, что проект изначально назывался так же, как и оригинальный фильм, на котором он основан, — «Дочь Дракулы». Universal заявила, что, хотя и рассматривалась возможность создания единой вселенной с «Мумией» (2017), каждый фильм будет по-прежнему «создан в жанре ужасов, без ограничений по бюджету, рейтингу или жанру». Студия также отметила, что они останутся самостоятельными, не являясь частью общей взаимосвязанной вселенной, и это новое направление будет ориентировано на режиссёров с оригинальными, смелыми идеями для развития историй этих персонажей и их подачи. В январе 2024 года проект получил официальное название «Эбигейл».
В апреле 2023 года на одну из главных ролей была назначена Мелисса Баррера. В следующем месяце к актёрскому составу присоединились Дэн Стивенс, Кевин Дюран, Алиша Вейр, Кэтрин Ньютон, Ангус Клауд и Уилл Кэтлетт. В июне 2023 года стало известно, что Джанкарло Эспозито получил роль второго плана. Позже было объявлено, что Вейр сыграет дочь Дракулы. Для подготовки к роли актриса изучала балет, включив танец в движения своей героини, и исполняла свои собственные трюки.
Основные съёмки начались 30 июня 2023 года в Дублине под рабочим названием «Похищение Эбигейл». В июле 2023 года съёмочный процесс был приостановлен из-за забастовки SAG-AFTRA 2023 года. Клауд закончил снимать свои сцены до своей смерти 31 июля 2023 года. Съёмки завершились 15 декабря того же года.

## Критика
На сайте Rotten Tomatoes фильм имеет 82% «свежести» на основе 207 рецензий кинокритиков. На сайте Metacritic фильм собрал 62 балла из 100 на основе 38 рецензий.